# Graham Paige 835

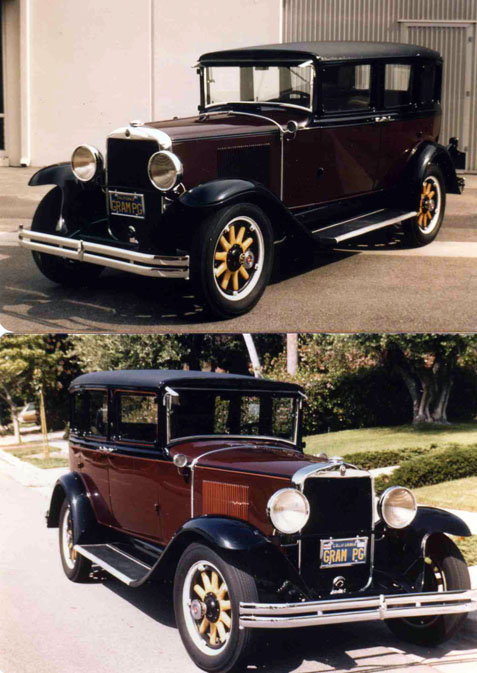
Graham-Paige 612

El Graham-Paige 835 es un automóvil presentado en el New York Automobile Show en enero de 1928, corresponde a la gama alta de la firma  norteamericana Graham-Paige.
Una nueva era de transporte papal comenzó en 1930 durante el jubileo sacerdotal  del papa Pío XI (1922-1939) con la llegada del automóvil, este modelo fue su coche oficial.
El futuro cardenal  Francis Joseph Spellman asume el saneamiento financiero tanto del Vaticano como de las más importantes diócesis norteamericanas, consiguiendo su objetivo y obteniendo de sus amigos de Norteamérica el regalo de un tren privado y de tres automóviles modelo
Graham Paige 835.